# Copa Pepe Reyes 2016
La Copa Pepe Reyes 2016 o Súper copa de Gibraltar , fue la edición número 16 del torneo.
Esta edición la disputaron los conjuntos de Lincoln Red Imps, campeón de la Premier League 2015-16 y Europa F.C., Subcampeón de la Premier League 2015-16; esto debido a que Lincoln Red Imps ganó también la Rock Cup 2016; El encuentro constituyó además una edición más del Derbi de la Roca.
Europa F.C. se coronó campeón luego de vencer a Lincoln Red Imps por dos goles a cero y consiguió de esta manera su primer título en este torneo.

## Equipos participantes
| Equipo           | Método de Clasificación                 |
| ---------------- | --------------------------------------- |
| Lincoln Red Imps | campeón de la Premier League 2015-16    |
| Europa F.C.      | Subcampeón de la Premier League 2015-16 |

## Partido

### Final
|                                                           |                    |                          |                      |                      |                            |
| Lincoln Red Imps                                          | Lincoln Red Imps   | Lincoln Red Imps         | Europa F.C.          | Europa F.C.          | Europa F.C.                |
| 0                                                         | 0                  | 0                        | 2                    | 2                    | 2                          |
| 18 de septiembre del 2016, 19:00 (HEC) - Estadio Victoria |                    |                          |                      |                      |                            |
| POR                                                       | 1                  | Raúl Navas Paúl          | POR                  | 1                    | Álvaro Javier Muñoz (C)    |
| DEF                                                       | 2                  | Jean Carlos García       | DEF                  | 3                    | Ibrahim Ayew               |
| DEF                                                       | 3                  | Joseph Chipolina         | DEF                  | 6                    | Ivan Moya                  |
| DEF                                                       | 5                  | Ryan Casciaro            | DEF                  | 8                    | Alejandro Rivas            |
| DEF                                                       | 6                  | Bernardo López Gaspar    | DEF                  | 41                   | Alberto Merino             |
| DEF                                                       | 14                 | Roy Chipolina (C)        | MED                  | 14                   | Jesús Toscano              |
| MED                                                       | 10                 | Kyle Casciaro 69'        | MED                  | 10                   | Liam Walker                |
| MED                                                       | 19                 | Antonio Calderón Vallejo | MED                  | 22                   | Martín Belforti            |
| MED                                                       | 20                 | Blasco Yeray Patiño 39'  | DEL                  | 19                   | José Gonzales Barranco 84' |
| DEL                                                       | 11                 | George Cabrera           | DEL                  | 9                    | Enrique Gómez 65' 76' 90'  |
| DEL                                                       | 7                  | Lee Casciaro             | DEL                  | 17                   | Guillermo Roldán           |
| DT                                                        | Julio Ribas        | Julio Ribas              | DT                   | Juan José Gallardo   | Juan José Gallardo         |
| Suplentes                                                 | Suplentes          | Suplentes                | Suplentes            | Suplentes            | Suplentes                  |
| POR                                                       | 13                 | Manuel Soler Ortuño      | POR                  | 13                   | Matthew Cafer              |
| DEF                                                       | 8                  | Kenneth Chipolina        | DEF                  | 2                    | Karim Piñero               |
| DEF                                                       | 16                 | Christian Colman 39'     | DEF                  | 4                    | Lance Cabezutto            |
| MED                                                       | 17                 | León Clinton 69'         | MED                  | 5                    | Kirill Trofimenko          |
| MED                                                       | 28                 | André de Barr            | MED                  | 7                    | Sykes Garro 84'            |
| DEL                                                       | 29                 | Adrián Golpe Sonora      | MED                  | 16                   | José Manuel Gallego        |
| DEF                                                       | 31                 | Anthony Bardon           | DEL                  | 18                   | Yeray Romero Fierro 90'    |
| Árbitros                                                  |                    |                          |                      |                      |                            |
| Principal:                                                | Principal:         | Principal:               | Jason Barcelo        | Jason Barcelo        | Jason Barcelo              |
| Primer asistente:                                         | Primer asistente:  | Primer asistente:        | Johan Ward           | Johan Ward           | Johan Ward                 |
| Segundo asistente:                                        | Segundo asistente: | Segundo asistente:       | Álvaro Delgado Pérez | Álvaro Delgado Pérez | Álvaro Delgado Pérez       |
| Cuarto:                                                   | Cuarto:            | Cuarto:                  | Yaroslaff Bong       | Yaroslaff Bong       | Yaroslaff Bong             |
| Observador:                                               | Observador:        | Observador:              | Dennis Álvarez       | Dennis Álvarez       | Dennis Álvarez             |